# Bata (Guinée équatoriale)
Pour les articles homonymes, voir Bata.
Bata est une ville portuaire située à proximité du Golfe de Guinée dans la région du Rio Muni, en Guinée équatoriale. Avec une population de 347 368 habitants lors du recensement de 2015 et 800 000 en 2021 en comptant l'agglomération, elle est la première ville de Guinée équatoriale et la capitale économique du pays. D'un point de vue administratif, elle est également le chef-lieu de la Province du littoral.

## Histoire
On trouve des traces de présence humaine dès l'antiquité dans la région du Rio Muni : en attestent des fragments de céramiques et des objets de la vie quotidienne retrouvés au cours de fouilles archéologiques. Divers peuples s'installent ensuite sur ce territoire, les derniers en date étant les Fangs.
En 1900, les Français s'installent à Bata, qui est alors un petit comptoir commercial. L'année suivante, le Traité de Paris cède la région aux Espagnols. Ceux-ci y installent une base militaire, développant également le commerce des bois précieux (ébène, acajou, okoumé).
La découverte du pétrole dans les années 1980 a favorisé le développement économique de la ville.
Maria Del Carmen Colón Muañache est maire du 1er district de la ville depuis 2018.
Le 7 mars 2021, des explosions de munitions dans le camp militaire Nkoa Ntoma font 107 morts et 615 blessés,.

## Architecture

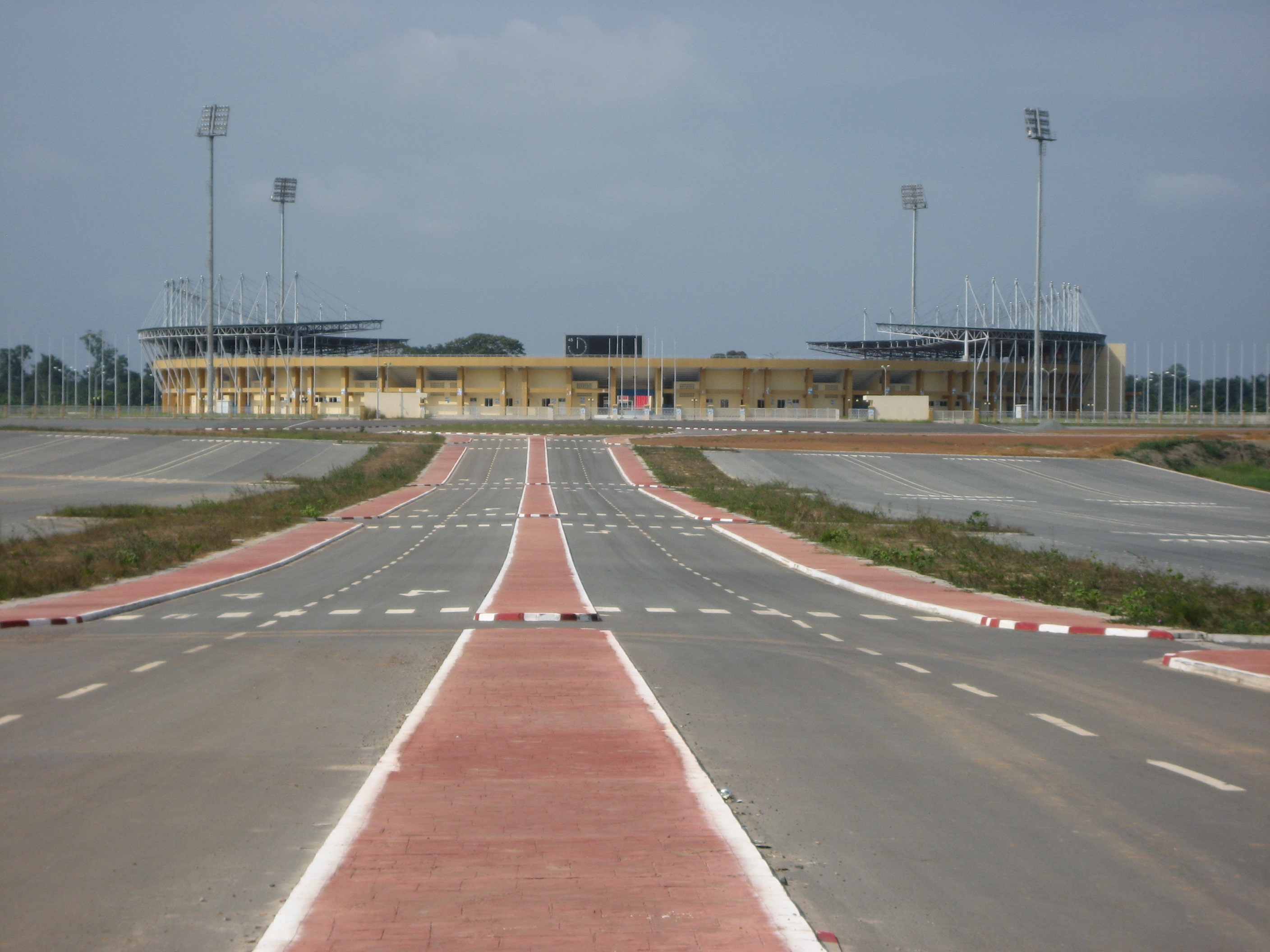
Stade de Bata

Parmi les monuments emblématiques de la cité se trouvent le palais présidentiel, le grand marché central ou encore la place de l'Horloge (également appelée place de la Liberté). S'il subsiste quelques monuments datant de la période coloniale espagnole, une grande partie du tissu urbain a été aménagé dans les années 1950.
Le palais présidentiel, également appelé palais Africa, est une structure rectangulaire érigée dans les années 1950. Cet imposant édifice est teinté de style andalou.
La cathédrale est le bâtiment le plus ancien de la cité : datant du XVIIe siècle, elle fut érigée par les Portugais. Sa façade étroite est divisée en deux registres horizontaux : le niveau inférieur, lequel comporte trois portails identiques, est surmonté d'un second niveau agrémenté d'un oculus et de deux niches latérales. Deux tours quadrangulaires sont couronnées de petits dômes.
La ville compte également un monument aux morts rendant hommage aux victimes du coup d'État de 1979 qui renversa le dictateur Macias Nguema.
La cité est également dotée d'un front de mer et d'un important port de commerce en eau profonde.

## Économie
Le port autonome de Bata permet le trafic d'une importante matière première de la région, le bois.
Une zone industrielle lui est attenante.
En septembre 2019, la ville subit plusieurs semaines de coupure d'eau. Elle connaît également régulièrement des coupures d’électricité.

## Transports
Des ferries assurent un trafic régulier avec les villes de Malabo, capitale du pays, ou de Douala, au Cameroun.
La ville est reliée par le transport aérien avec l’Aéroport de Bata.

## Enseignement supérieur
Le Colegio Nacional Enrique Nvó Okenve a été fondé en 1959.

## Lieux de culte
Parmi les lieux de culte, il y a principalement des églises et des temples chrétiens : Diocèse de Bata (Église catholique), Église universelle du royaume de Dieu, Assemblées de Dieu. Il y a aussi des mosquées musulmanes.